# Premochtherus jucundus
Premochtherus jucundus là một loài ruồi trong họ Asilidae. Premochtherus jucundus được Lehr miêu tả năm 1964. Loài này phân bố ở vùng Cổ Bắc giới.